# Marion Automobile & Manufacturing Company
Marion Automobile & Manufacturing Company war ein US-amerikanischer Hersteller von Automobilen.

## Unternehmensgeschichte
Das Unternehmen wurde 1910 in Marion in Indiana gegründet. Beteiligt waren Charles Rennaker, John I. Rennaker und Clifford G. Rust. Sie begannen im Februar 1910 mit der Produktion von Automobilen. Der Markenname lautete Marion Flyer. Im gleichen Jahr endete die Produktion.
Die Marke darf nicht mit dem Modell Flyer der Marion Motor Car Company verwechselt werden.

## Fahrzeuge
Im Angebot stand nur ein Modell. Es wird als einfacher Motorbuggy beschrieben. Eine andere Quelle gibt als Aufbau Tourenwagen-Roadster an.